# Elmar Hofer
Elmar Hofer (* 23. März 1985 in Sterzing) ist ein italienischer Skirennläufer. Der Südtiroler aus Mareit im Ridnauntal kam 2005 in die italienische Nationalmannschaft zum Europacup-Team.

## Biografie
Der Ridnauntaler bestritt sein erstes internationales Rennen, ein FIS-Rennen, am 11. Dezember 2000 in Ratschings und wurde 70. im Riesenslalom. Am 20. Februar 2004 gewann Hofer sein erstes FIS-Rennen in Reinswald im Sarntal in der Abfahrt. In dieser Saison 2003/2004 kam er bei fünf FIS-Rennen unter die ersten Zehn in der Abfahrt und fuhr dabei zweimal aufs Stockerl.
In der darauffolgenden Saison 2004/2005 gelangte er bei fünf FIS-Rennen wieder unter die ersten Zehn, schwang sich zweimal aufs Stockerl und gewann einmal die Abfahrt. Ein erster Karrierehöhepunkt gelang ihm mit zwei Top-30-Platzierungen bei den Juniorenweltmeisterschaften in  Bardonecchia, wo er am 23. Februar 2005 in der Abfahrt 17. wurde und zwei Tage später im Super-G als Elfter knapp an den ersten Zehn vorbeifuhr. In der gleichen Saison trat er auch bei den Italienmeisterschaften an und wurde dort jeweils 19. im Slalom und im Super-G.
Im Winter 2005/2006 trat der Mareiter zum ersten Mal im Europacup an und erreichte auf dem Neveasattel in den Julischen Alpen am 19. und 20. Januar 2006 zwei Top-30-Resultate: 30. in der Abfahrt und 14. im Super-G. Der nächste Winter 2006/2007 bescherte dem Südtiroler im Europacup einen 16. Platz im Super-G in Tignes im französischen Savoyen am 1. Februar 2007 und einen 25. Platz in der Super-Kombination in Reinswald im Südtiroler Sarntal am 9. Februar 2007. In der Gesamtwertung des Europacups gelangte Hofer im Super-G auf den 31. Platz und in der Super-Kombination auf Platz 37. In dieser Saison ragen zwei FISCIT-Rennen in Fügen (Tirol) in Österreich heraus, die er am 11. und 12. April 2007 in den Disziplinen Slalom und Riesenslalom gewann.
Die Saison 2007/2008 brachte dem Skirennfahrer sechs Top-30-Platzierungen im Europacup. Dabei stieg er am 23. Januar 2008 im Sarntaler Reinswald als Dritter in der Abfahrtswertung zum ersten und einzigen Mal im Europacup aufs Stockerl. In der Gesamtwertung des Europacups kam er in der Abfahrt auf Platz 27 und im Super-G auf Platz 37. Hofer gewann in diesem Winter auch drei FIS-Rennen: zwei im Super-G und eines im Riesenslalom. Sein größter Erfolg und zugleich krönender Abschluss der Saison war die Italienmeisterschaft: Am 28. März 2008 wurde der Südtiroler italienischer Meister in der Abfahrt in Bardonecchia im Piemont. Im Winter 2008/2009 fuhr Elmar Hofer das erste und einzige Mal im Weltcup, erreichte dort zweimal den 38. Platz in den Abfahrten von Gröden am 20. Dezember 2008 und in Bormio am 28. Dezember 2008, errang aber keine Weltcup-Punkte. In dieser Saison gesellte er sich dafür im Europacup zweimal unter die ersten Zehn im Super-G. In der Gesamtwertung kam er auf den 8. Platz im Super-G und erreichte sein bestes Europacup-Gesamtergebnis mit dem 57. Gesamtplatz.
In der Saison 2009/2010 kam der Mann aus Mareit im Europacup nur noch einmal im Sarntaler Reinswald in der Abfahrt als 14. unter die ersten Dreißig. Er gewann auch nur noch ein FIS-Rennen. In seiner letzten Saison 2010/2011 trat der Südtiroler zwar noch im Europacup an, konnte sich aber in keinem der Rennen unter die ersten 30 platzieren. Sein letztes FIS-Rennen gewann er am 2. Februar 2011 in Caspoggio im Super-G. Seine beiden letzten FIS-Rennen bestritt er am 20. und 21. April 2011 in seiner Heimatgemeinde Ratschings, wo er im Riesenslalom noch zweimal aufs Stockerl fuhr. Hofer ist seither nicht mehr aktiv.

## Erfolge

### Juniorenweltmeisterschaft
- Bardonecchia 2005: 11. Super-G; 17. Abfahrt

### Europacup 2008
- Alpiner Skieuropacup 2007/08: 3. Podestplatz Abfahrt

| Datum      | Ort                     | 1. Platz             | 2. Platz            | 3. Platz          |
| ---------- | ----------------------- | -------------------- | ------------------- | ----------------- |
| 23.01.2008 | Sarntal/Reinswald (ITA) | Patrick Wright (CAN) | Stefan Thanei (ITA) | Elmar Hofer (ITA) |

### Weitere Erfolge
- italienischer Meister in der Abfahrt 2008
- Juniorenmeister im Super-G 2009 in Garmisch-Partenkirchen
- 8 Siege in FIS-Rennen